# ۳۹۶ (میلادی)
۳۹۶ (میلادی) سیصد و نود و ششمین سال تقویم میلادی است.

## زادگان
- پترونیوس ماکسیموس، امپراتور روم غربی

## درگذشتگان
‎